# Daewoo Nubira
De Daewoo Nubira is een auto van het Zuid-Koreaanse automerk Daewoo. De eerste generatie verscheen in 1997 en werd op de meeste markten in 2003 opgevolgd door de tweede generatie die tot 2008 in productie bleef. De naam Nubira is Koreaans en kan worden vertaald als "de wereld rondrijden", wat de langetermijnkwaliteiten van de auto moest aangeven.

## Nubira (J100/150/190, 1997-2003)
De eerste Nubira (code J100) werd vanaf juni 1997 aangeboden als vierdeurs sedan, vijfdeurs hatchback en als stationwagen. Bij de marktintroductie waren twee motorvarianten en drie uitrustingsvarianten beschikbaar: de 1,6 SE, de 1,6 SX en de 2,0 CDX (beste uitrustingsvariant). Beide motorvarianten konden tegen meerprijs worden besteld met een automatische vierversnellingsbak. Alle modellen hadden voorwielaandrijving.
De Nubira werd verkocht met een fabrieksgarantie van 3 jaar met een maximale kilometerstand van 100.000 kilometer. De auto's werden beschouwd als relatief robuust en zeer betrouwbaar. De standaarduitrusting was voor deze autoklasse zeer uitgebreid en omvatte onder meer ABS, dubbele airbag, viervoudig elektrisch bedienbare ramen, elektrisch verstelbare buitenspiegels en centrale vergrendeling met radiografische afstandsbediening.
Bij een facelift van de Nubira (code J150) in mei 1999 werd naast de voor- en achterzijde het gehele interieur opnieuw ontworpen en in sommige gevallen vervangen door materialen van hogere kwaliteit. Het dashboard kreeg in de CDX-uitvoering houten panelen. De stoelen werden ook gewijzigd en kregen meer zijdelingse steun en een langere zitting. Het onderstel, de basiscarrosserievorm, motor, elektra en aandrijving bleven ongewijzigd. De hatchback-versie werd uit het assortiment verwijderd. 
Daewoo bracht de auto ook in Zuid-Korea op de markt als "Nubira 2".
De J190 werd aangeboden van medio 2002 tot voorjaar 2003. Deze had carrosserievorm van de J150, de enige uiterlijke verschillen waren de koplampen (H4 in plaats van H1) en de zijknipperlichten (nu in het wit). Bij de stationwagen werden de achterlichten ook gewijzigd. De motoren voldeden voortaan aan de Euro 3-emissienorm en het interieur kreeg nieuwe bekledingsstoffen en een derde hoofdsteun achter. 

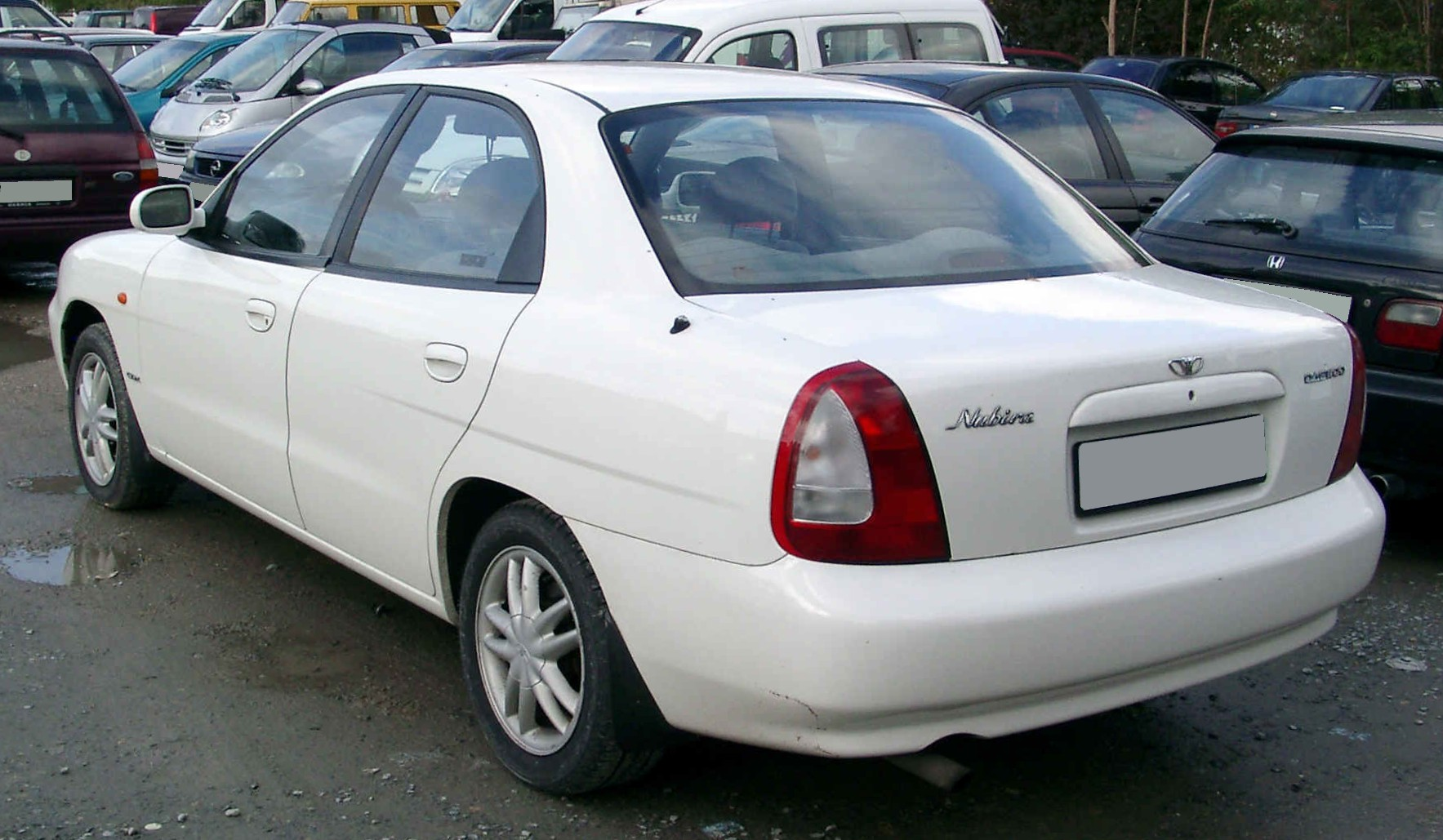
J100 sedan, achteraanzicht
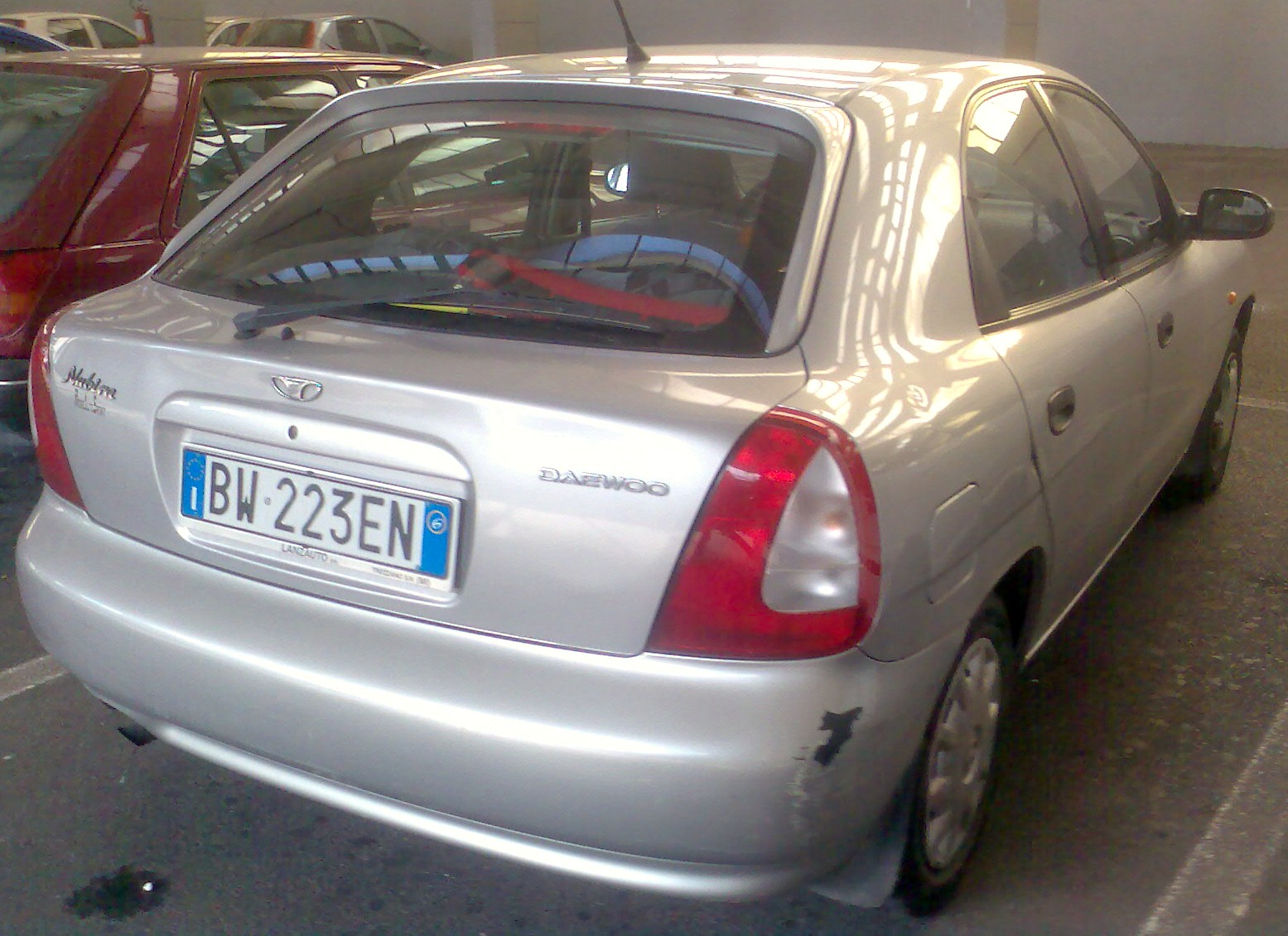
J100 hatchback
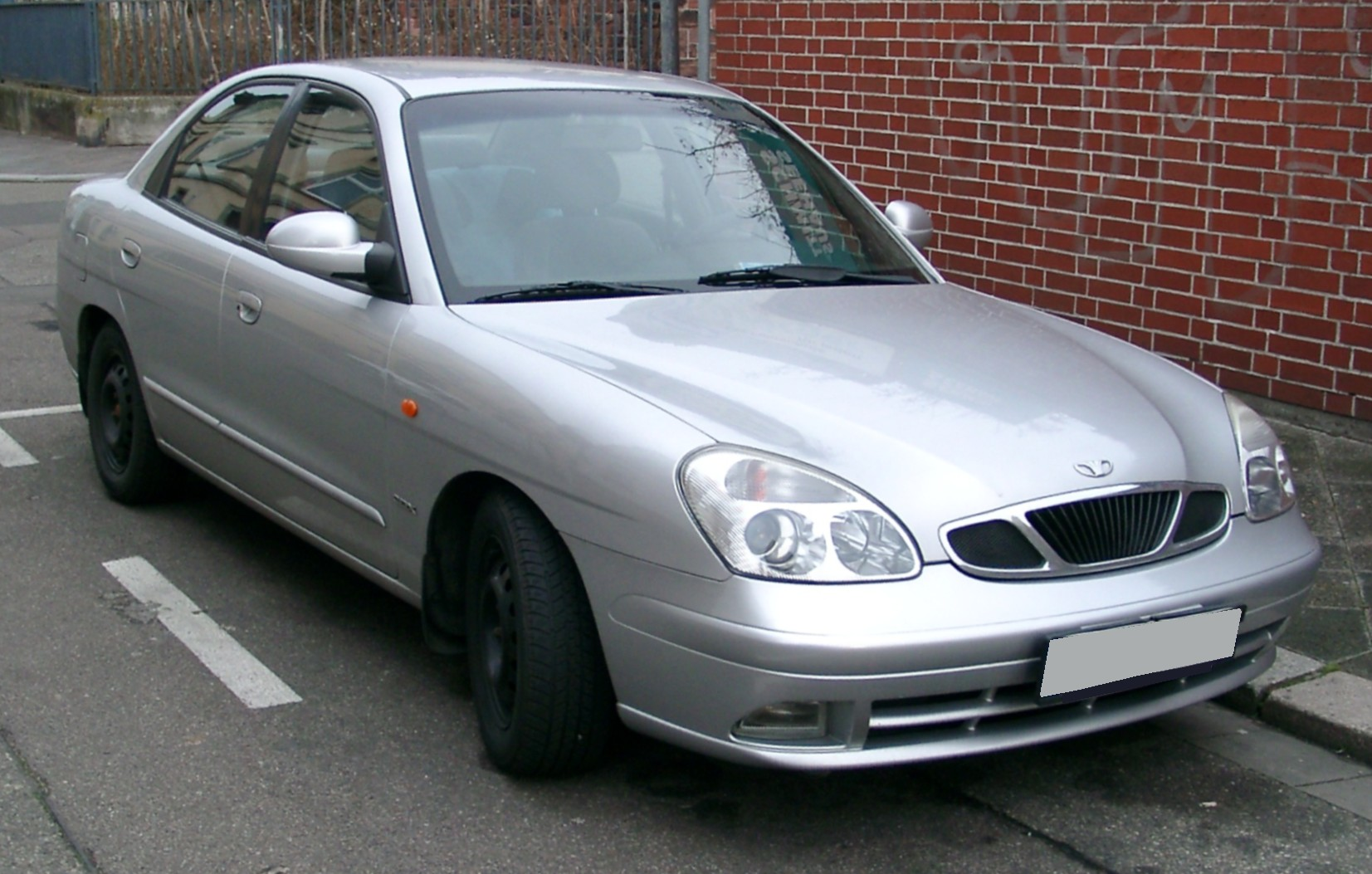
J150 sedan
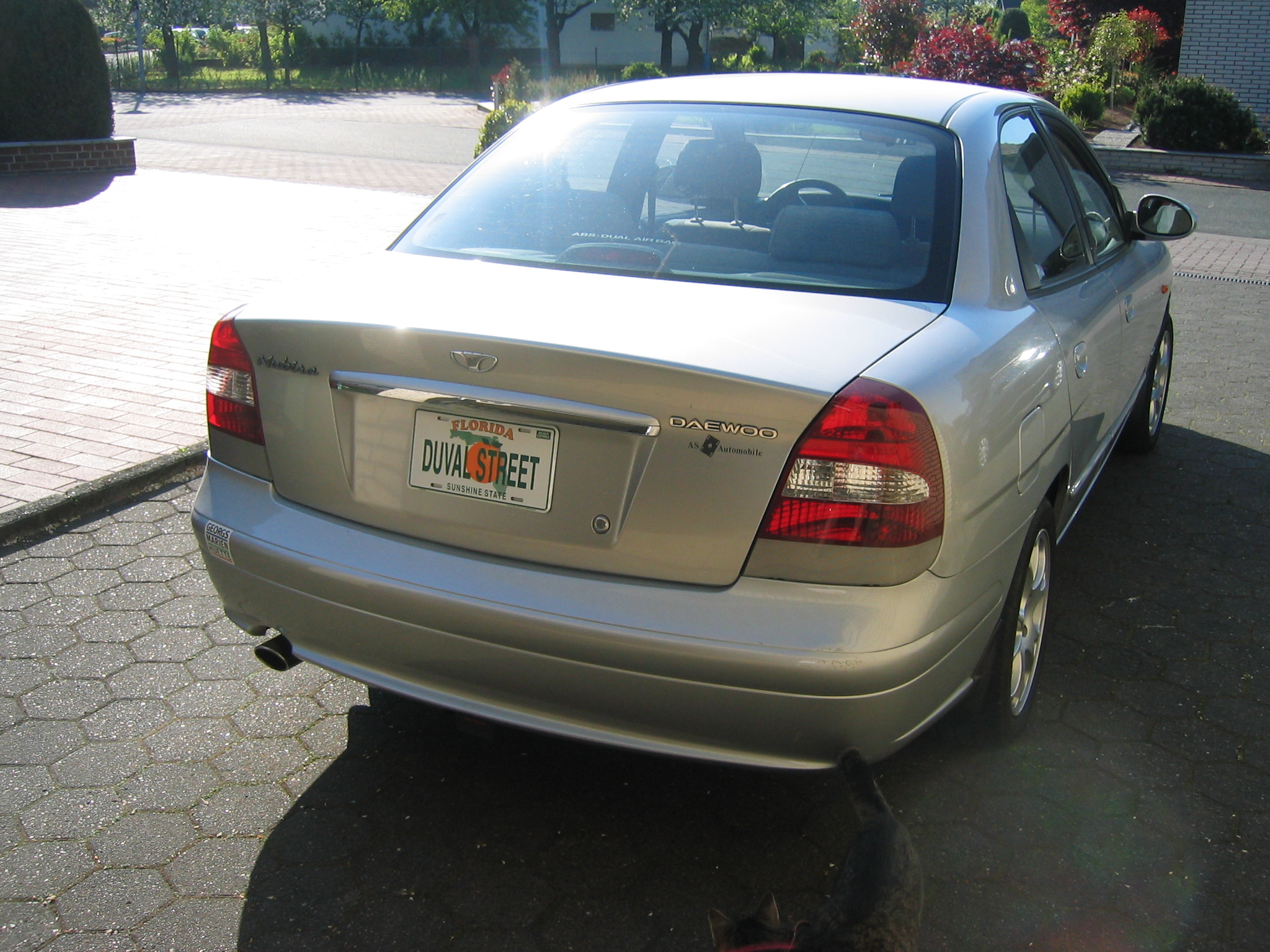
J150 sedan, achteraanzicht
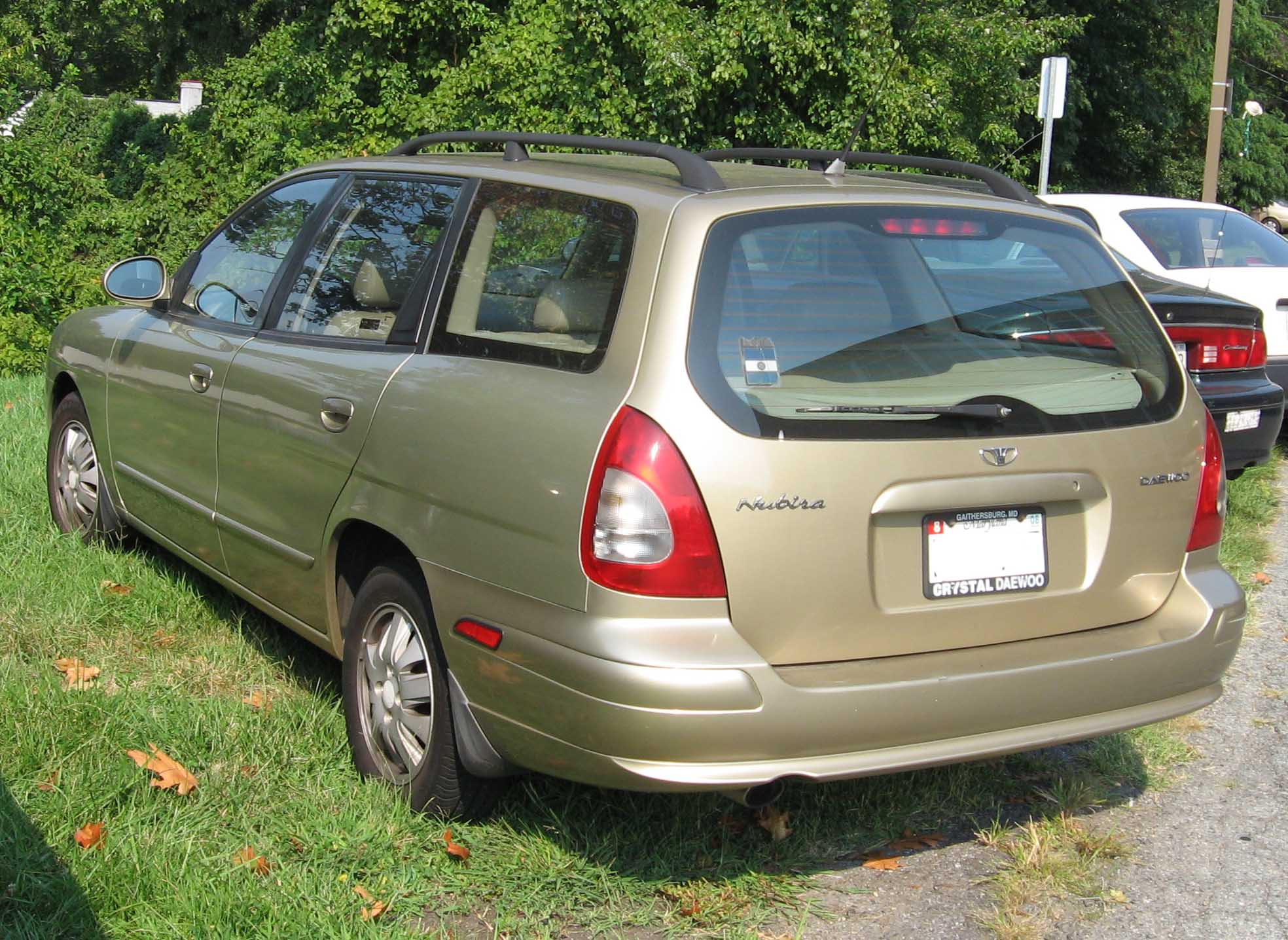
J150 stationwagen (US-uitvoering)

## Nubira II (J200, 2003-2005)
Deze Nubira beleefde zijn wereldpremière op de Seoul Motor Show 2002. In Korea was het nieuwe model meteen daarna te koop als Daewoo Lacetti, op sommige Europese markten bleef de naam Nubira echter aangehouden voor de sedan en de stationwagen. Vanaf medio 2003 was het door Pininfarina ontworpen model ook in Europa verkrijgbaar. De stationwagenversie werd in maart 2004 op de Autosalon van Genève gepresenteerd en was enkele maanden later bij de dealers verkrijgbaar.
Na de herstructurering van Daewoo en het nieuwe GM-modelbeleid was het model vanaf begin 2005 op de meeste markten, waaronder ook Nederland, verkrijgbaar onder de naam Chevrolet Nubira.

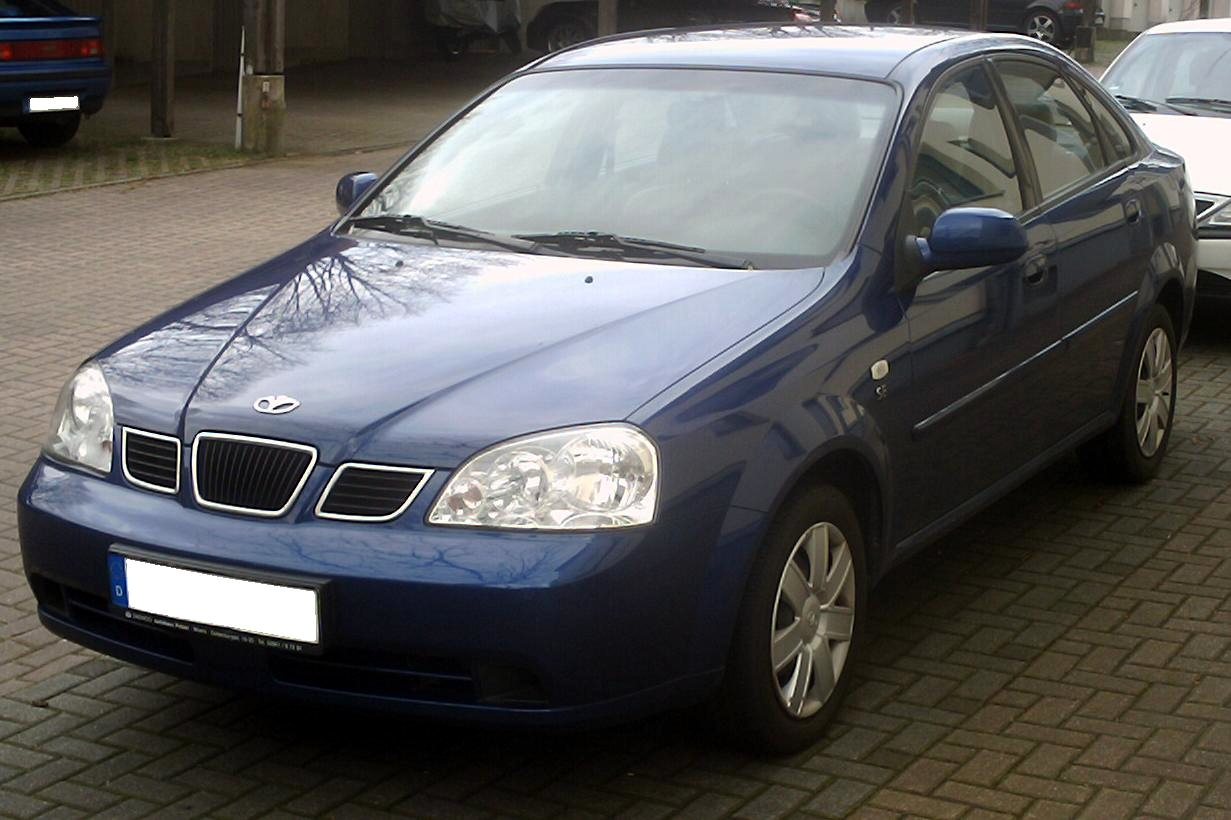
Daewoo Nubira II sedan
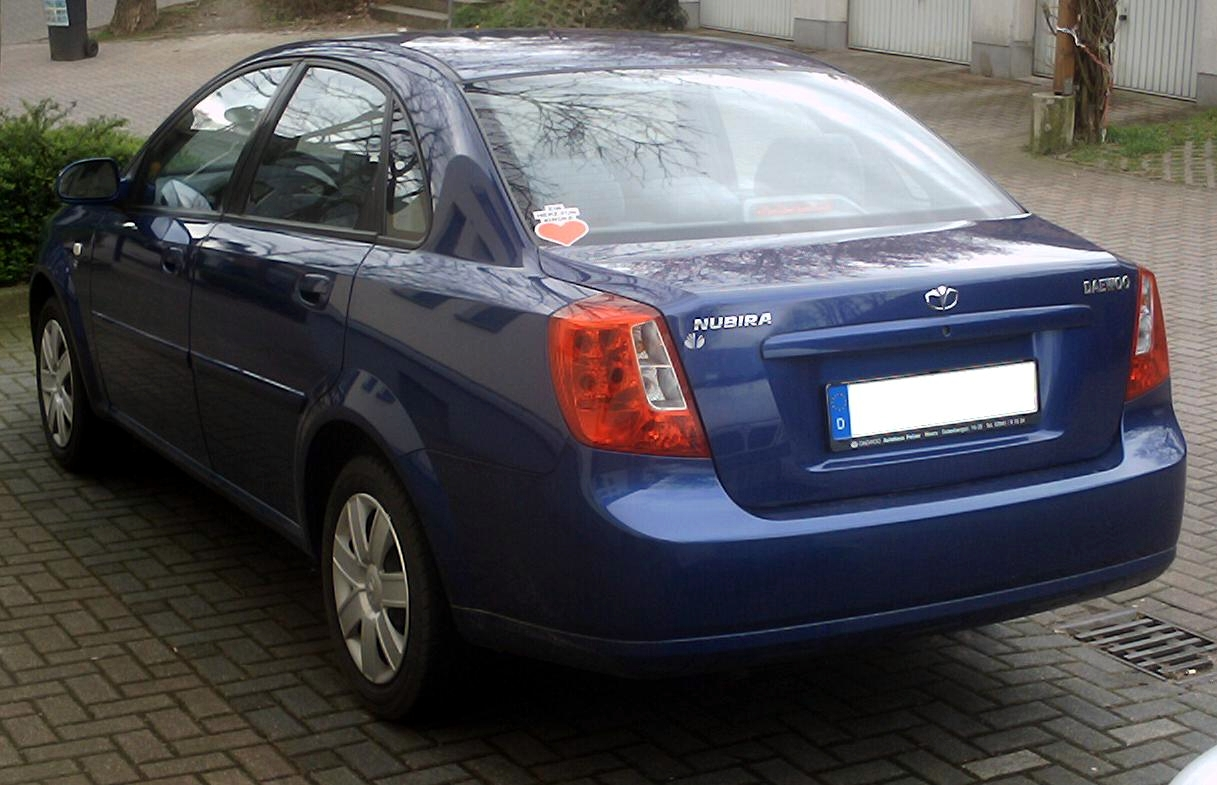
Achteraanzicht

Niet meer geproduceerd: Espero · Evanda · Lanos · Leganza · Lublin · Nexia · Tico
Verder geproduceerd onder noemer Chevrolet: Kalos · Lacetti · Matiz · Nubira · Tacuma